# Angiopteris remota
Angiopteris remota är en kärlväxtart som beskrevs av Ren Chang Ching och Wang. Angiopteris remota ingår i släktet Angiopteris och familjen Marattiaceae. Inga underarter finns listade i Catalogue of Life.